# The Art of Female Sodomy
The Art of Female Sodomy är det andra studioalbumet av det norska death metal-bandet Kraanium. Albumet utgavs 2009 av skivbolaget Pathologically Explicit Recordings.

## Låtförteckning
1. "Severed Stump Fistfuck" – 3:48
2. "Reverse Abortion" – 3:04
3. "Human Flesh Devourment" – 1:58
4. "Masturbation with Fermented Entrails" – 5:03
5. "Double Barrel Penetration" – 2:53
6. "Pleasure Through Horrendous Torture" – 1:11
7. "Blood Splattered Satisfaction" (Waking the Cadaver-cover) – 2:37
8. "Sodomize Lacerate and Murder" – 4:43

Bonusspår
1. "Perverted Sensation" – 2:16
2. "Stench of Putrid Innards" – 1:59

- Text och musik: Kraanium (spår 1–6, 8–10)

## Medverkande
Musiker (Kraanium-medlemmar)
- Vidar (Vidar Ermesjø) – gitarr
- Mats (Mats Funderud) – gitarr
- Ian (Ian Slemming) – basgitarr
- Martin (Martin Funderud) – sång

Bidragande musiker
- Fredrik (Fredrik Widigs) – trummor

Produktion
- Kraanium – producent, ljudtekniker
- Fredrik Widigs – ljudtekniker
- Vidar Ermesjø – ljudmix
- Per Grimsgaard – mastering
- Ian Slemming – omslagsdesign
- Necrodeviant – omslagskonst
- Corpsehead Graphics – logo
- My Andersson – foto